# Erfahrungsbasiertes Lernen
Erfahrungsbasiertes Lernen beschreibt ein didaktisches Modell, das auf der Annahme basiert, dass erst die unmittelbare, praktische Auseinandersetzung mit einem Lerngegenstand einem Individuum effektives, sinnstiftendes Lernen ermögliche. Lernen setzt in diesem Modell eine konkrete Erfahrung mit Echtcharakter außerhalb artifizieller Lernumgebungen voraus. Erfahrungsbasierte Lehr-/Lernarrangements sind eine Form situierten Lernens, bei welcher der Lernende als Akteur im Mittelpunkt steht.

## Lerntheoretische Grundlagen

### Pädagogik des Pragmatismus
Das Konzept des Erfahrungsbasierten Lernens geht zurück auf die Pädagogik des Pragmatismus mit ihrem wichtigsten Vertreter John Dewey. Für ihn setzt Lernen stets eine aktive, reflexive Auseinandersetzung mit konkreten Erlebnissen voraus. Problematische Situationen, deren Bewältigung eine Herausforderung darstellt, sind der Ursprung von Lernprozessen. Erst die Reflexion, also das intensive Nachdenken über solche im Alltag auftretenden Problemsituationen, führt Dewey zufolge zu lehrreichen Erfahrungen und somit zur Erweiterung des Wissens einer Person. Umgekehrt kann Lernen in formalen Bildungssituationen (z. B. in der Schule) nur dann effektiv sein, wenn das dort vermittelte abstrakte Wissen an konkrete individuelle Erfahrungen geknüpft wird:

“What avail is it to win prescribed amounts of information about geography and history, to win ability to read and write, if in the process the individual loses his own soul: loses his appreciation of things worth while, of the values to which these things are relative; if he loses desire to apply what he has learned and, above all, loses the ability to extract meaning from his future experiences as they occur?”

### Konstruktivistisches Lehr-/Lernverständnis
Die Fokussierung unmittelbarer Erfahrungen als Grundlage von Lernprozessen weist Erfahrungsbasierte Lernmodelle als konstruktivistische Ansätze aus. Im Gegensatz zum Behaviorismus und zum Kognitivismus geht der Konstruktivismus als Lernparadigma davon aus, dass Wissen nicht objektiv vermittelt werden kann, sondern von jedem Einzelnen individuell konstruiert wird. Diese Position zeigt sich deutlich im Äquilibrationsmodell des Entwicklungspsychologen Jean Piaget, der als Vorläufer des radikalen Konstruktivismus gilt. Piaget beschreibt das Wachstum kognitiver (Wissens-)Strukturen als Wechselspiel der beiden Prozesse Assimilation und Akkommodation. Dem Äquilibrationsmodell zufolge interpretieren Individuen Umweltinformationen vor dem Hintergrund ihres bereits bestehenden Wissens und passen sie in dieses ein; sie assimilieren Neues in ihre vorhandenen Wissensstrukturen. Wenn eine Information dem bisherigen Wissen derart widerspricht (im Sinne einer „Störung“), dass eine Einpassung nicht möglich ist, ist es notwendig, die Wissensstrukturen zu verändern und zwar so, dass die Information für das Individuum wieder sinnvoll erscheint; die Wissensstrukturen werden akkommodiert. Dieses Modell verdeutlicht, warum eine aktive Auseinandersetzung des Individuums mit seiner Umwelt aus Sicht des Konstruktivismus einen hohen Stellenwert für das Lernen einnimmt: Individuelle Erfahrungen sind die Quelle eines jeden Lernprozesses. Darüber hinaus kommt der sozialen Interaktion im konstruktivistischen Lernverständnis eine entscheidende Rolle zu. Gemeinsames Handeln und Kommunikation ermöglichen zum einen eine Abstimmung individueller Sichtweisen (intersubjektive Verständigung) und bieten zum anderen Lernchancen durch das Zusammentreffen unterschiedlicher Perspektiven. Die Betonung des Handelns und der sozialen Interaktion schlägt sich in verschiedenen Modellen des Erfahrungsbasierten Lernens nieder.

## Rolle des Lernenden
Didaktische Modelle des Erfahrungsbasierten Lernens weisen dem Lernenden eine aktiv handelnde Rolle zu. Anders als etwa beim Frontalunterricht werden die Lerninhalte hier nicht instruktiv vermittelt, sondern vom Lernenden aktiv (re-)konstruiert. Lernen geschieht hier über die Auseinandersetzung mit (und Lösung von) realen Problemstellungen. Entsprechend wandelt sich auch die Rolle des Lehrenden: Er instruiert nicht, sondern formuliert und verdeutlicht Problemstellungen, greift im Bedarfsfall unterstützend ein und berät den Lernenden. Er wird zum Lernbegleiter (Coach), anstatt Wissen zu vermitteln, kommt ihm die Aufgabe zu, Lernkontexte so zu gestalten, dass den Lernenden darin lehrreiche Erfahrungen ermöglicht werden.

## Modelle und Konzepte

### Action Learning
Reginald W. Revans’ Action Learning basiert auf der Erkenntnis, dass Lernprozesse dadurch angestoßen werden, dass in einem Team von Lernenden praktische Probleme gemeinsam reflektiert werden. Zugrunde liegen dabei Beobachtungen von Unterhaltungen walisischer Bergarbeiter, die ihre unterschiedlichen Erfahrungen zusammentrugen und so in der Lage waren, Probleme zu lösen. Action Learning stellt das praktische Handeln als Quelle neuen Wissens in den Mittelpunkt und ist geprägt von einer kritischen Haltung gegenüber formalem Expertenwissen. Dementsprechend besteht Lernen nach Revans immer aus der Kombination von Expertenwissen (programmed knowledge) und kritischem Hinterfragen dieses programmierten, vorgegebenen Wissens.

### Erfahrungsbasierter Lernzyklus
Bezugnehmend auf Dewey und Kurt Lewin entwickelte David Kolb (1984) einen Erfahrungsbasierten Lernzyklus (Experiential Learning Cycle), bei dem vier Schritte, Konkrete Erfahrung (1), Beobachtung und Reflexion (2), Abstrakte Begriffsbildung (3) und Aktives Experimentieren (4), verbunden werden.
- Konkrete Erfahrung: Diese bildet, ähnlich wie Deweys Problematische Situation, den Ausgangspunkt eines Lernprozesses. Diese Erfahrung besitzt Echtcharakter, d. h., sie hat für den Lernenden eine beobachtbare Konsequenz zur Folge.
- Beobachtung und Reflexion: Auf Basis dieser Erfahrung beobachtet der Lernende und reflektiert anschließend darüber. Das Erlebte wird noch einmal vor Augen geführt und beispielsweise mögliche Ursache für die gemachte Erfahrung mental durchgespielt.
- Bildung Abstrakter Begriffe: Der Reflexionsprozess mündet in die abstrakte Begriffsbildung, d. h., die konkrete Erfahrung nimmt Einfluss auf die Wissensstruktur des Lernenden. In diesem Schritt kommt es zu einer Generalisierung, bei der von der konkreten Erfahrung abstrahiert und ihr zugrunde liegende Prinzipien erkannt werden. Erst durch diesen Schritt werden die aus der Erfahrung gewonnenen Einsichten zu Wissen, das auf andere Situationen transferierbar ist.
- Aktives Experimentieren: Im vierten und letzten Schritt wird der Lernende wieder zum Handelnden: Beim Aktiven Experimentieren mit dem neu erworbenen Wissen versucht er sich in realen Situationen. Infolge dieses letzten Schritts im Lernzyklus werden für den Lernenden wieder konkrete Erfahrungen möglich, ein zweiter Durchlauf beginnt.

Da der Lernzyklus immer wieder durchlaufen wird, führt der dabei ablaufende Lernprozess einer Spiralbewegung gleich auf eine immer höhere Ebene. Kolb betont, dass der Lernzyklus prinzipiell an jedem der vier Punkte beginnen kann, also auch bei der Vermittlung abstrakter Begriffe (z. B. Theorien), die durch aktives Experimentieren in der Praxis erprobt und so für den Lernenden konkret erlebbar werden. Ergänzt wird das Lernzyklusmodell mit einer Kategorisierung verschiedener Lernstile. Kolb geht davon aus, dass jedes Individuum bestimmte Schritte im Lernzyklus besonders gut, andere weniger gut beherrscht und ordnet den vier Schritten vier Lernstile zu: Divergierer (bevorzugt Konkrete Erfahrung sowie Beobachten und Reflexion), Assimilierer (bevorzugt Beobachten und Reflexion sowie Abstrakte Begriffsbildung), Konvergierer (bevorzugt Abstrakte Begriffsbildung und Aktives Experimentieren), Accommodator (bevorzugt Aktives Experimentieren und Konkrete Erfahrung).

#### Lernhelix
Eine Weiterentwicklung des erfahrungsbasierten Lernzyklus bildet die Lernhelix. Um den Anwendern die Nutzung der Lernhelix in der Praxis zu erleichtern, wird die Lernhelix nicht in vier, sondern in acht Handlungsfelder unterteilt. Dies soll die notwendige Orientierung beim Durchlaufen von Veränderungsprozessen schaffen. Im Gegensatz zum erfahrungsbasierten Lernzyklus legt die Lernhelix mit Hilfe unterschiedlicher Instrumente (Self-Assessment, Wirkungs-Evaluation, Delta-Learning …) einen stärkeren Fokus auf die bewusste Wahrnehmung von Differenzen im eigenen Handeln.

### Problembasiertes Lernen
Problembasiertes oder problemorientiertes Lernen stellt, ebenso wie das Action Learning, eine Variante des Erfahrungsbasierten Lernens dar, bei der die praktische Erfahrung den Ausgangspunkt eines Lernprozesses bildet. Dem Lernenden wird ein Problem gestellt, das er dann weitgehend selbstständig lösen muss. Der Lehrende nimmt dabei nicht die Rolle eines Instruktors ein, sondern steht als Coach lediglich beratend zur Seite.